# Victor Warrender (1er baron Bruntisfield)
Pour les articles homonymes, voir Warrender.
Victor Alexander George Anthony Warrender, 1er baron Bruntisfield, (23 juin 1899 - 14 janvier 1993),  est un homme politique conservateur britannique. Il occupe des fonctions politiques entre 1928 et 1945, notamment comme secrétaire parlementaire et financier de l'Amirauté de 1940 à 1945 dans le Cabinet de guerre de Churchill. En 1942, il est anobli sous le titre de baron Bruntisfield.

## Jeunesse et formation
Warrender est le fils aîné du vice-amiral George Warrender (7e baronnet) (en), de Ethel Maud Ashley-Cooper, fille d'Anthony Ashley-Cooper (8e comte de Shaftesbury). Il est baptisé avec la reine Victoria comme l'une de ses parrains et marraines et fait ses études au Collège d'Eton. Son frère cadet est l'acteur Harold Warrender. Il sert comme lieutenant dans les Grenadier Guards pendant la Première Guerre mondiale et reçoit la Croix militaire.

## Carrière politique
Warrender est élu député pour Grantham en 1923, un siège qu'il occupe jusqu'en 1942,. Il est secrétaire parlementaire privé du Sous-secrétaire d'État à l'Inde, Edward Turnour (6e comte Winterton), de 1924 à 1928 et entre au gouvernement en tant que whip adjoint du gouvernement sous Stanley Baldwin en 1928, poste qu'il occupe jusqu'à la chute du gouvernement en 1929. Il est nommé Lords du Trésor (whip du gouvernement) en 1931 sous Ramsay MacDonald, promu Vice-chambellan de la maison en 1932 et contrôleur de la maison en mai 1935.
Après que Baldwin soit devenu Premier ministre pour la troisième fois en juin 1935, Warrender est nommé secrétaire parlementaire et financier de l'Amirauté. Puis, en novembre 1935, il échange ce poste contre celui de Secrétaire financier au ministère de la Guerre. Il continue à ce poste lorsque Neville Chamberlain devient Premier ministre en 1937. Lorsque Chamberlain remanie son gouvernement au début d'avril 1940, Warrender devient à nouveau secrétaire parlementaire et financier de l'Amirauté. Il conserve cette fonction lorsque Winston Churchill devient premier ministre en mai 1940 et y continue jusqu'à ce que Churchill démissionne en juillet 1945. Le 10 mars 1942, Warrender est élevé à la pairie avec le titre de baron Bruntisfield, de Boroughmuir dans la ville d'Édimbourg.

## Famille

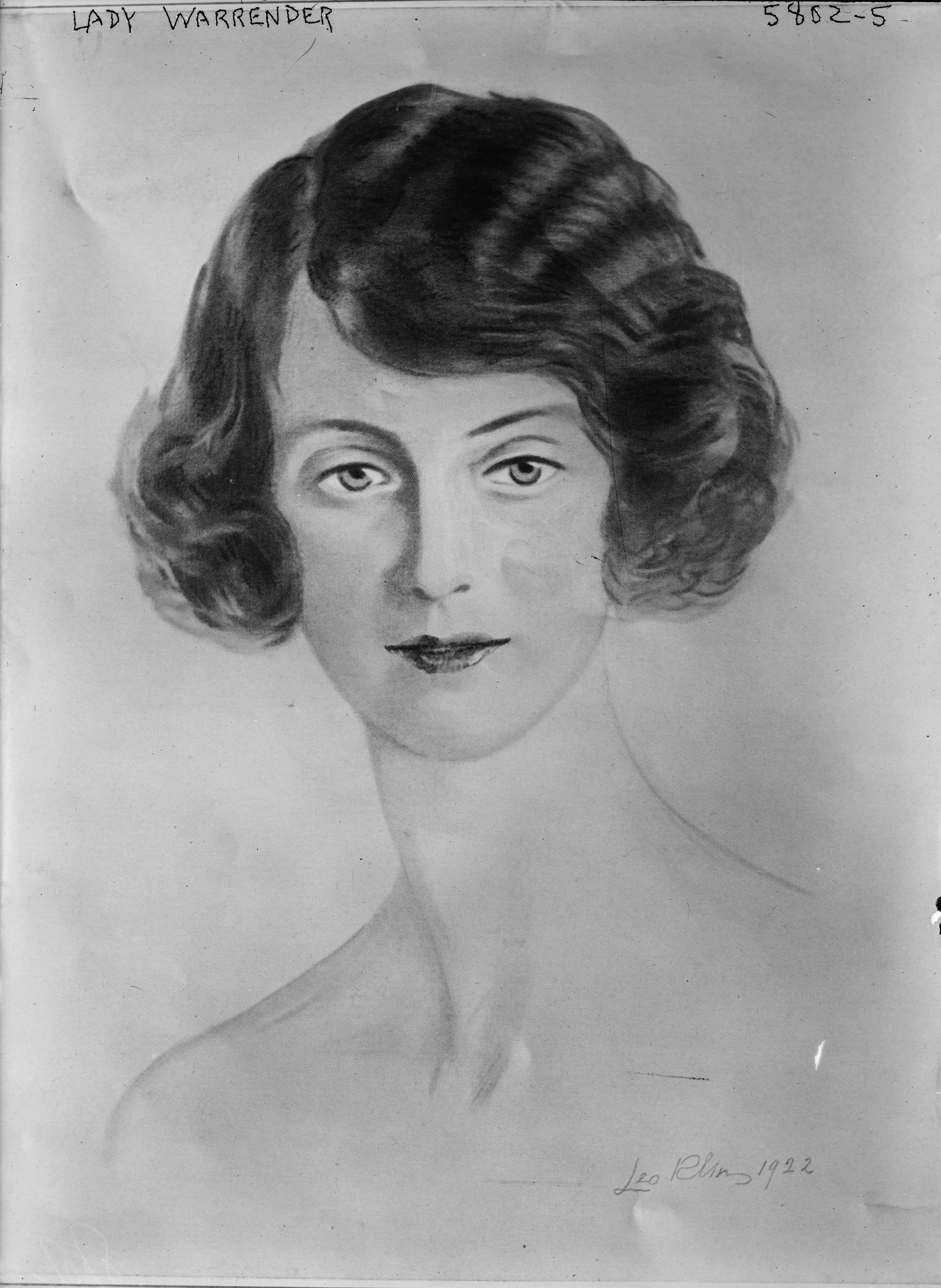
Dorothy Rawson

Lord Bruntisfield épouse Dorothy Rawson (décédée en 1975), fille du colonel Richard Hamilton Rawson, député de Reigate, le 1er juin 1920. Ils ont trois enfants:
- John Warrender (2e baron Bruntisfield) (7 février 1921 - 14 juillet 2007)
- Simon Warrender (en) (11 août 1922 - 8 mai 2011), épouse Pamela Myer - construit Bruntisfield House Melbourne[4]
- Robin Hugh Warrender (24 décembre 1927 - 8 avril 2004), épouse Gillian ("Gilly") Elizabeth Rossiter, fille de Leonard et Elsie Rose (née Oppenheimer) Rossiter. Ils ont trois enfants

Lord et Lady Bruntisfield divorcent en 1945. Lady Bruntisfield est ensuite investie en tant qu'officier de l'Ordre très vénérable de l'hôpital de Saint-Jean de Jérusalem (O.St.J.). Elle est décédée en juillet 1975. Lord Bruntisfield se remarie à Tania, fille du Dr Michael Kolin, le 22 juin 1948. Ils ont deux enfants:
- Anthony Michael Warrender (né le 17 juillet 1950), épouse (1) Christine Semenenko, (2) Patricia Connors.
- Victoria Isabella Warrender (née le 27 mars 1952), épouse Hugh Mackay (14e Lord Reay) comme deuxième épouse le 20 juin 1980 et a deux filles.

Lord Bruntisfield est décédé en janvier 1993, âgé de 93 ans, et est remplacé par son fils aîné, John. Lady Bruntisfield est décédée en juin 2007.